# Lijst van Duitse Eurocommissarissen
De lijst van Duitse Eurocommissarissen geeft een overzicht van de afgevaardigde commissieleden van de lidstaat Duitsland. Duitsland is een van de zes oprichters van de Europese Unie. Duitsland heeft sinds de inwerkingstelling van de Europese Commissie een commissaris gehad bij de Commissie.

## Eurocommissarissen

### 1e afgevaardigde (1958-)
Sinds het Verdrag van Nice heeft Duitsland nog maar één afgevaardigde bij de Europese Commissie. In 2004 moest Duitsland een Eurocommissaris inleveren, omdat door de toetreding van nieuwe lidstaten het aantal commissarissen te hoog zou worden.
| Naam | Naam                              | Naam                                     | Aantreden         | Aftreden          | Commissie(s)                 |
| ---- | --------------------------------- | ---------------------------------------- | ----------------- | ----------------- | ---------------------------- |
|      |                                   | Hans von der Gröben (1907-2005)          | 7 januari 1958    | 30 juni 1970      | Hallstein I Hallstein II Rey |
|      | Eurocommissaris Ralf Dahrendorf   | Ralf Dahrendorf (1929-2009)              | 1 juli 1970       | 25 september 1974 | Malfatti Mansholt Ortoli     |
|      | Eurocommissaris Guido Brunner     | Guido Brunner (1930-1997)                | 12 november 1974  | 6 januari 1981    | Ortoli Jenkins               |
|      | Eurocommissaris Karl Heinz-Narjes | Karl-Heinz Narjes (1924-2015)            | 7 januari 1981    | 6 januari 1989    | Thorn Delors I               |
|      | Eurocommissaris Martin Bangemann  | Martin Bangemann (1934-2022)             | 7 januari 1989    | 17 september 1999 | Delors II Delors III Santer  |
|      | Eurocommissaris Günter Verheugen  | Günter Verheugen (1944)                  | 17 september 1999 | 10 februari 2010  | Prodi Barroso I              |
|      | Eurocommissaris Oettinger         | Günther Oettinger (1953)                 | 10 februari 2010  | 30 november 2019  | Barroso II Juncker           |
|      | Eurocommissaris Von der Leyen     | Ursula von der Leyen (1958) (Voorzitter) | 1 december 2019   |                   | Von der Leyen                |

### 2e afgevaardigde (1958-2004)
Duitsland moest haar tweede afgevaardigde inleveren middels het Verdrag van Nice (2003) om ruimte te maken voor de toetreding van nieuwe lidstaten.
| Naam | Naam                              | Naam                                      | Aantreden         | Aftreden          | Commissie(s)                               |
| ---- | --------------------------------- | ----------------------------------------- | ----------------- | ----------------- | ------------------------------------------ |
|      | Eurocommissaris Walter Hallstein  | Walter Hallstein (1901-1982) (Voorzitter) | 7 januari 1958    | 20 juni 1967      | Hallstein I Hallstein II                   |
|      |                                   | Wilhelm Haferkamp (1923-1995)             | 20 juni 1967      | 6 januari 1985    | Rey Malfatti Mansholt Ortoli Jenkins Thorn |
|      |                                   | Alois Pfeiffer (1924-1987)                | 6 januari 1985    | 1 augustus 1987   | Delors I                                   |
|      |                                   | Peter Schmidhuber (1931-2020)             | 22 september 1987 | 25 januari 1995   | Delors I Delors II Delors III              |
|      |                                   | Monika Wulf-Mathies (1942)                | 25 januari 1995   | 17 september 1999 | Santer                                     |
|      | Eurocommissaris Michaele Schreyer | Michaele Schreyer (1951)                  | 17 september 1999 | 22 november 2004  | Prodi                                      |

### 3e afgevaardigde (1967-1970)
In 1967 waren de besturen van de drie instellingen van de Europese Gemeenschappen middels het Fusieverdrag gefuseerd tot één bestuur: Europese Commissie. Hellwig was afkomstig uit een van de andere besturen en fungeerde gedurende de commissie Rey als derde afgevaardigde.
| Naam | Naam | Naam                      | Aantreden   | Aftreden    | Commissie(s) |
| ---- | ---- | ------------------------- | ----------- | ----------- | ------------ |
|      |      | Fritz Hellwig (1912-2017) | 2 juli 1967 | 1 juli 1970 | Rey          |